# Екатерининский дворец (Севастополь)
Екатерининский дворец — ныне не существующее здание, одно из первых построенных в Севастополе каменных зданий. Находился на Екатерининской площади (ныне площадь Нахимова).

## История
Строительство здания, предназначавшегося для размещения в нём начальника  Черноморской эскадры контр-адмирал Фомы Фомича Мекензи, началось 3 июня 1783 года и было завершено к началу ноября. После смерти Мекензи дом перешёл под управление Морского министерства. В 1787 году, к приезду в Севастополь Екатерины II дом был выбран в качестве резиденции императрицы. Для этого он был роскошно отделан изнутри, стены снизу до окон были покрыты панелями лучшего орехового дерева, а выше окон покрыты малиновым и других цветов штофом с богатыми шёлковыми занавесами на окнах; полы устланы тёмно-зелёным тонким сукном; комнаты все меблированы лучшею мебелью, зеркалами и люстрами. Екатерина пробыла в доме 2 дня, начиная с 22 мая (2 июня) 1787года. С этого момента дом Мекнзи получил второе название Екатерининского дворца.
В 1818 году император Александр I во время своего посещения Севастополя отдал распоряжение навсегда оставить дворец в существовавшем на тот момент виде. В 1845 году ещё один российский император, Николай I останавливался в здании. Во время обороны Севастополя в 1854—1855 годах дом использовался в качестве лазарета для раненых. Он сильно пострадал во время боевых действий. После занятия города частями французской армии в доме был устроен трактир. В начале 1870-х годов здание было восстановлено и в нём размещались сперва контора торгового порта, затем — штаб Черноморского флота. Здание было снесено после 1912 года (по другим данным — в начале 1920-х годов).